# Axe
Axe (también conocida como Lynx en Reino Unido, Irlanda, Malta, Australia, Nueva Zelanda y China) es una marca de Unilever de desodorantes, perfumes, y gel de ducha.

## Historia
La marca 'Axe' fue lanzada en Francia en 1983 por Unilever. La marca se inspiró por otra de las marcas de Unilever, Impulse.
Unilever estaba dispuesto a aprovechar el éxito francés de Axe y el resto de Europa a partir de 1985, después introducir los demás productos de la gama. Unilever no fue capaz de utilizar el nombre de Axe en el Reino Unido, Irlanda, Australia y Nueva Zelanda y por problemas de marca fue lanzada como Lynx.
El lanzamiento europeo del desodorante fue seguido por el éxito en América Latina y el impacto moderado en Asia y África. En el nuevo milenio, la marca fue lanzada con gran éxito en los Estados Unidos y Canadá.
En enero de 2012, Unilever lanzó su primer producto Axe/Lynx para mujeres en el Reino Unido como parte de una expansión global de la marca de solo hombres previamente. La línea de productos se llama "Axe/Lynx Anarchy".

### Polémica
En enero de 2013 AXE presenta el concurso AXE Apollo Space Academy (AASA) que  pretendía seleccionar a 22 personas, entre 17.400 candidatos presentados, para viajar al espacio exterior. Este concurso planteaba realizar el viaje espacial en 2016, fue suspendido en el otoño del mismo año debido a varios accidentes graves ocurridos durante las pruebas de selección y la irresponsabilidad del auspiciante al no responder ante cualquier percance. El caso más grave ocurrió en junio de 2013 cuando en una prueba una concursante resultó con heridas graves que le causaron una incapacidad permanente del 48% y 800 días de baja laboral.

## Productos

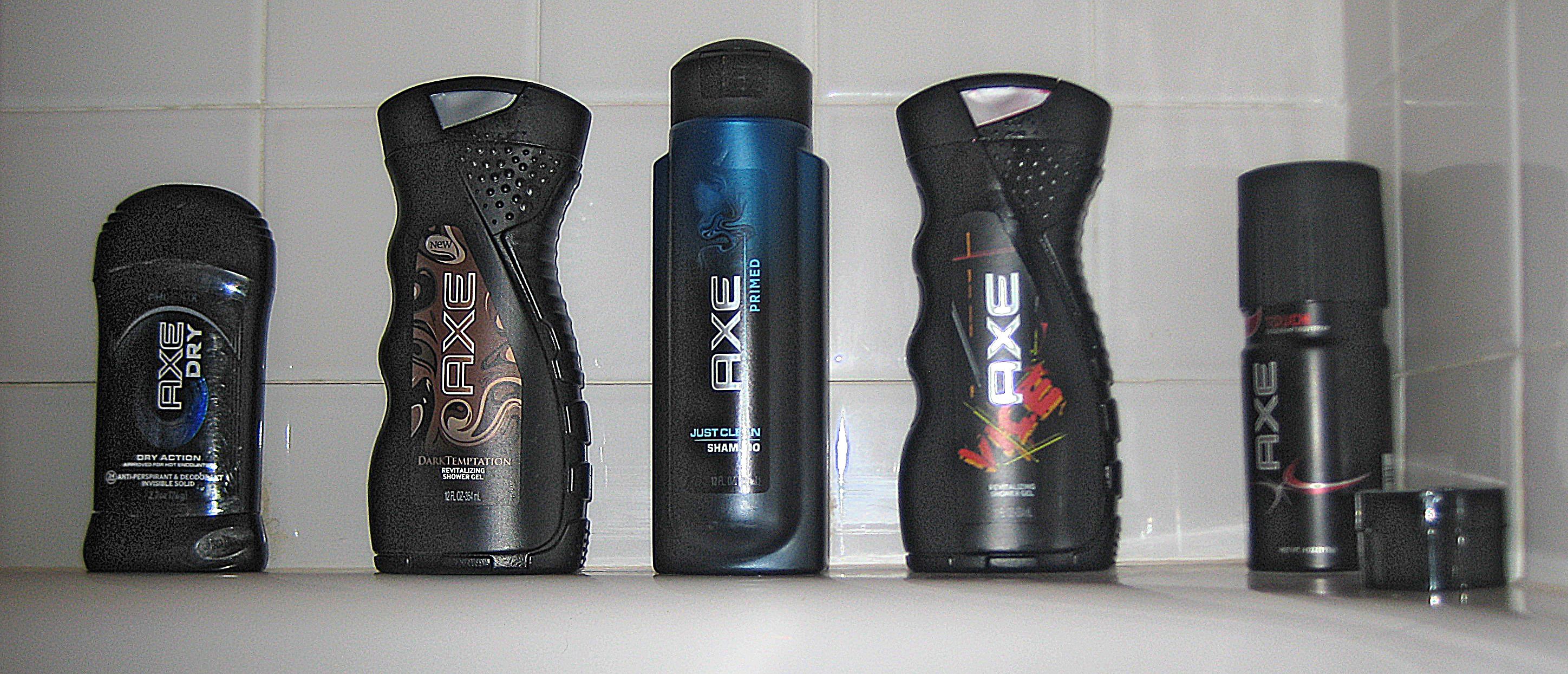
Línea de productos Axe.

Aunque el principal producto de Axe son los desodorantes en aerosol para el cuerpo con fragancia, existen otros formatos de la marca.
Desde su lanzamiento, la variante anual de la fragancia ha jugado un papel clave en el éxito de la marca, ofreciendo algo nuevo cada año. El tipo de variantes de la fragancia han evolucionado con el tiempo. Desde 1983 hasta alrededor de 1989, los nombres de las variantes eran descripciones de las fragancias y se incluyen Musk, Spice, Amber, Marine y Oriental.

### Tipos
- Desodorantes: son fragancias líquidas para el uso corporal. Las más comunes son: Apollo, Marine, Dark y Gold Tempation, Excite, y los secos.
- Antitranspirantes: son fragancias por lo general pulverizadas para el uso de las axilas.

### Lista de desodorantes
Esta es una lista de las variantes de desodorantes y antitraspirantes anuales de AXE. Las ediciones limitadas o variantes de corta duración se enumeran en una tabla siguiente abajo y otros.
| Año  | Nombre                                          | Descripción |
| ---- | ----------------------------------------------- | --- |
| 1983 | Amber o Ambre, o Sandal o Magic Amber o Epice   | Nombre variante es una descripción de la fragancia. |
| 1983 | Musk o Brave o Moschus, o Wild Musk             | Nombre variante es una descripción de la fragancia. |
| 1983 | Spice o Agrest o Boise o Blue Chypre, o Fraiche | Nombre variante es una descripción de la fragancia. |
| 1985 | Amber, Musk (Moschus en Alemania), Spice        | Nombre variante es una descripción de la fragancia. |
| 1987 | Oriental o Orient o Dark Oriental               | Nombre variante es una descripción de la fragancia. |
| 1989 | Marine                                          | Nombre variante es una descripción de la fragancia. |
| 1990 | Java                                            | Variante que lleva el nombre de la isla de Indonesia. |
| 1991 | Alaska                                          | Variante que lleva el nombre del Estado de los Estados Unidos. Conocido como Tempest en América del Sur. |
| 1992 | Nevada                                          | Variante que lleva el nombre del Estado de los Estados Unidos. |
| 1993 | Tempest                                         | |
| 1994 | Mirage                                          | |
| 1995 | Africa o African Amber o Native                 | Variante que lleva el nombre del continente. |
| 1996 | Inca o Aztec                                    | Una fragancia picante caliente que lleva el nombre de la Civilización Inca. |
| 1997 | Atlantis o Energy                               | |
| 1998 | Apollo                                          | |
| 1998 | Eclypse                                         | Variante lanzado solo en América del Sur. |
| 1999 | Voodoo                                          | |
| 1999 | Hypnotic                                        | |
| 2000 | Phoenix                                         | |
| 2000 | Adrenalin o Accelerate o Orion                  | No disponible como gel de ducha. |
| 2001 | Gravity                                         | |
| 2002 | Dimension                                       | También llamado Enygmata en algunos países. |
| 2002 | Apollo, Kilo, Phoenix, Tsunami o Maniac, Voodoo | Axe lo lanzó en Estados Unidos. |
| 2003 | Pulse                                           | Una variante europea sugiere que los frikis dan más confianza para que puedan lograr movimientos de baile locos para impresionar a las chicas y ser irresistibles.                                                 |
| 2003 | Essence o Fusion                                | Una variante de Estados Unidos. Dragones azul y rojo. |
| 2003 | Conviction                                      | Únete al mundo de la convicción. Únete al mundo de la conquista. Porque si usted tiene la convicción, ninguna mujer puede decir que no. Dado que a las mujeres les gustan los hombres seguros. Únete a este mundo. |
| 2004 | Denim                                           | |
| 2004 | Touch                                           | Un color rojo sangre. |
| 2005 | Unlimited                                       | Un color azul claro. |
| 2006 | Click o Clix                                    | También llamado score en algunos países. |
| 2007 | Vice                                            | La publicidad supone que se convertirá "Las chicas buenas en traviesas" gracias a los frutos prohibidos en la fragancia.                                                                                           |
| 2008 | Dark Temptation                                 | Fragancia con olor a chocolate. |
| 2009 | Instinct                                        | El aroma incluye cardamomo, ámbar y cedro del Atlas para producir un aroma picante de cuero. |
| 2009 | Wild Spice                                      | La fragancia de las especias. |
| 2010 | Twist (TWIƧT) o Shift                           | Tiene un aroma de cítricos. |
| 2010 | Music Star (Music en Estados Unidos)            | Tiene fragancias estilo del 'rock and roll'. |
| 2010 | Rise or Rise Up                                 | Bote amarillo con símbolos azules y rayas grises. |
| 2010 | Cool Metal                                      | Bote azul y plateado metálico. |
| 2011 | Provoke o Excite* o Provocation                 | El bote es oscuro y violeta con el tatuaje tribal. |
| 2012 | Attract o Anarchy                               | Bote azul. |
| 2012 | Young                                           | Bote verde. |
| 2012 | Mature                                          | Bote rojo. |
| 2012 | Excite                                          | Bote rosa. |
| 2012 | Axe Anarchy for Her                             | Bote blanco con detalles en rosa. |
| 2013 | Apollo                                          | Bote verde. |
| 2013 | Deep Space                                      | Similar al "Apollo". |
| 2013 | Black Chill                                     | Bote negro y plateado. |
| 2013 | Peace                                           | Bote con la señal de "paz". |
| 2013 | Harmony                                         | Bote de color verde azulado con un signo de la paz. |
| 2014 | Gold Temptation                                 | Bote de color amarillo dorado con un dibujo de una serpiente. |
| 2014 | Black                                           | Diseño minimalista. |
| 2016 | Black Night                                     | Diseño similar al "Black". |
| 2017 | You                                             | Diseño con una mezcla de ámbar, madera y canela que lo hace audaz. |
| 2017 | Collision                                       | Diseño con una multitud de cuero y cookies. |
| 2018 | Gold                                            | Bote con un olor a vainilla y madera. |
| 2019 | Ice Chill                                       | Diseño con un toque de hielo intenso. Este diseño es muy similar a "Black Chill". |
| 2020 | Wild                                            | Diseño extremadamente salvaje, que contiene mojito y madera. |
| 2022 | Epic Fresh                                      | Diseño con olores agradables de pomelo y el ananá, provocando una sensación épica. |

1. ↑  Único diseño para uso femenino.

### Axe edición limitada
| Año     | Nombre                                          | Descripción |
| ------- | ----------------------------------------------- | --- |
| 1998    | Systeme o Skin Systeme                          | Fragancia de edición limitada que salió en América del Sur. |
| 2000    | Millennium o Zero                               | Edición limitada para el comienzo del nuevo milenio. |
| 2001    | White Label                                     | |
| 2002    | Blue Ice                                        | Fragancia fría y fresca. |
| 2004(?) | Relapse                                         | |
| 2004    | Air                                             | Fragancia fresca. Mismo olor que "Ready". |
| 2005    | Ready                                           | Efecto de larga duración que hace que siempre estés listo para la "acción". Bote de color azul. Mismo olor que "Air".                                                                          |
| 2005    | Willing                                         | Efecto de larga duración que hace que siempre estés dispuesto para la "aventura". Bote de color verde.                                                                                         |
| 2006    | Below 0 o Get Fresh                             | Fragancia fría y fresca. |
| 2006(?) | Silver Fusion                                   | Exclusivo en Alemania. |
| 2007    | 3                                               | Un paquete de dos botes de Axe. Uno se llama One, el otro se llama Two. Ambos deben ser rociados juntos para hacer un nuevo olor.                                                              |
| 2008    | Recovery o Recover o Anti-Hangover              | Aroma de cítricos. |
| 2008    | Shock                                           | Aroma de menta hielo. |
| 2008    | DRY Sharp Focus                                 | Un anti-transpirante, no está disponible como desodorante corporal en aerosol. Solo disponible como spray anti-transpirante del cuerpo, desodorante en barra y roll-on. Aroma de menta fresca. |
| 2008    | Jet                                             | Fragancia dulce y fresca. No disponible como un gel de ducha. |
| 2008    | Day and Night                                   | Un desodorante para usar para el día, y el otro para la noche. |
| 2008    | Boost o Ignite                                  | Olor de guayaba caliente. |
| 2009(?) | Lab                                             | Eau de Toilette. |
| 2009    | Fever o Hot Fever                               | Una fragancia impregnada de barro caliente brasileña y el extracto de la fruta del dragón rojo.                                                                                                |
| 2009    | Heat                                            | Cálido con fragancia de limón. |
| 2009    | Proximity sub-label: Amber, Bergamot, y Vetiver | Tres fragancias bajo el nombre de Proximity. |
| 2009    | Summer                                          | Es una variante de la luz, la luz y la dulce fragancia de limón. |
| 2009    | Music Star Guitar y Music Star Drums            | Disponible en América del Sur. |
| 2010    | DRY+ Sensitive                                  | Desodorante diseñado para pieles sensibles. |
| 2010    | Play 2010                                       | Disponible en Argentina y Chile. |
| 2010    | Ex-friends                                      | Esta botella de edición limitada es de color verde, con un perno en el centro. |
| 2010    | Legend                                          | Edición Limitada variante australiana. |
| 2010    | Alpha                                           | Edición Limitada variante macho alfa. |
| 2010    | Full Control                                    | Disponible en Argentina y Chile al principio, ahora para todos los países. |
| 2011    | Googly                                          | Cricket Edición Especial. |
| 2011    | 2012                                            | Fragancia de edición limitada lanzado inicialmente en México antes de un lanzamiento mundial.                                                                                                  |
| 2011    | Absolute                                        | Un anti-transpirante disponible en América del Sur. |
| 2011    | Ciao                                            | Edición Limitada Australiana (desodorante) |
| 2011    | Sport Blast                                     | Diseñada para revitalizar después de hacer deporte. |
| 2012    | Attract o Anarchy for Her                       | Edición especial de la popular fragancia. |
| 2012    | Black collection                                | Colección de Edición Limitada Eau de Toilette |
| 2013    | Random                                          | Hay 3 fragancias. |
| 2013    | Mature                                          | Es una edición limitada de la pareja madura/joven. |
| 2013    | Anarchy for Her II                              | Cítricos edificantes y animados. |
| 2013    | Below Zero                                      | Bote azul claro con heladas que rodean el nombre de Axe. |
| 2018    | Lollapalooza                                    | Diseño exclusivo con los cantantes, coreógrafas. etc. Fragancia inspirada en el clásico "2012".                                                                                                |
| 2019    | Martin Garrix                                   | Bote morado con una cruz blanca en medio del nombre. Producto basado en el DJ Martín Garrix así como en su tema musical "Burn Out"                                                             |
| 2019    | Music for Him                                   | Una edición inspirada en el festival "Corona Capital" |
| 2019    | Boca Juniors                                    | Exclusivo para Axe Argentina, patrocinador del club de fútbol Boca Juniors. Fragancia inspirada en el clásico "Native / Afrika"                                                                |
| 2019    | River Plate                                     | Exclusivo para Axe Argentina, patrocinador del club de fútbol River Plate. Fragancia inspirada en el clásico "Tempest / Alaska"                                                                |
| 2020    | Xbox Edition                                    | Exclusivo para Lynx Australia. |
| 2020    | Freestyle                                       | Está inspirada en los Freestylers de Latinoamérica. |

### Geles de ducha Axe
| Año  | Nombre                                                                 | Descripción                                                                                     |
| ---- | ---------------------------------------------------------------------- | ----------------------------------------------------------------------------------------------- |
| 2002 | Shower Shake:Speed y Contact                                           | Gel de baño que contenía tanto un gel de ducha y una crema hidratante.                          |
| 2004 | Recover o Anti-Hangover o After Hours                                  | Aroma de cítricos.                                                                              |
| 2004 | Skin Contact:Sensitive, Hydrating, Purifying, Smoothing y Revitalizing | Suaviza la piel.                                                                                |
| 2004 | Groove o Night Attack                                                  |                                                                                                 |
| 2004 | Sunrise                                                                | Un gel de ducha de color naranja diseñado para despertarte por la mañana.                       |
| 2005 | Re-Load                                                                | Un gel de ducha de color azul.                                                                  |
| 2006 | Boost o Ignite                                                         | Olor de guayaba caliente.                                                                       |
| 2006 | Thai Massage                                                           |                                                                                                 |
| 2007 | Shock                                                                  | Aroma de menta helada.                                                                          |
| 2008 | Snake Peel o Skin Resurrection                                         | Una mezcla de petróleo y de minerales del desierto de cactus.                                   |
| 2009 | Hot Fever o Fever                                                      | Una fragancia impregnada de barro caliente brasileña y el extracto de la fruta del dragón rojo. |
| 2010 | Rise or Rise Up                                                        | Con extracto de lima.                                                                           |
| 2013 | "Apollo and deep space"                                                | Con fuerte olor a desodorante helado.                                                           |

### Champús Axe
| Año  | Nombre                      | Descripción                                             |
| ---- | --------------------------- | ------------------------------------------------------- |
| 2000 | Control                     | El primer champú publicado por Lynx en Reino Unido.     |
| 2000 | Energise o Energy           | Champú de menta.                                        |
| 2008 | Constrict o Clean & Control |                                                         |
| 2008 | Dual o 2 en 1               | Champú y acondicionador.                                |
| 2008 | Intense o Deep Clean        | Elimina la acumulación de producto y limpia el cabello. |
| 2008 | Armor o Anti-Dandruff       | Elimina la caspa del cabello.                           |
| 2008 | Primed o Just Clean         | Solo champú.                                            |
| 2008 | Lure or Just Soft           | Solo acondicionador.                                    |
| 2009 | Freeze o Itch Relief        | Alivia el picor y elimina la caspa.                     |
| 2009 | Heat                        | Champú 2 en 1 + acondicionador. Aroma cítrico caliente. |
| 2010 | Zen                         |                                                         |
| 2010 | Downpour                    |                                                         |